# Dubai CSC
Dubai CSC, właśc. Dubai Cultural Sports Club – emiracki klub piłkarski z siedzibą w Dubaju.

## Historia
Klub istniał w latach 1996–2017. W swojej historii rozegrał 7 sezonów w pierwszej lidze, a także 10 w drugiej.
W 2017 doszło do fuzji klubu z Asz-Szabab Dubaj i Al-Ahli Dubaj, w wyniku czego powstał Shabab Al-Ahli Dubaj.

### Historia występów w pierwszej lidze
| Sezon   | Liga           | Miejsce      |
| ------- | -------------- | ------------ |
| 2002/03 | UAE Pro League | 11. (spadek) |
| 2004/05 | UAE Pro League | 11. (spadek) |
| 2006/07 | UAE Pro League | 12. (spadek) |
| 2010/11 | UAE Pro League | 9.           |
| 2011/12 | UAE Pro League | 10.          |
| 2012/13 | UAE Pro League | 11.          |
| 2013/14 | UAE Pro League | 13. (spadek) |

## Reprezentanci kraju grający w klubie
|  | - Sofiane Daoud - Kamel Ghilas - Karim Kerkar - Brahim Mezouar - Fauzi Mubarak Ajisz - Magrão - Juma Mossi - Cristian Montecinos - Aboubacar Mbaye Camara - Sékou Dramé - Simon Feindouno - Alhassane Keita - Razzaq Farhan |  | - Hussam Fawzi Naji - Hassouneh Qasem Al-Sheikh - Patrick Suffo - Dennis Oliech - Abbas Ahmed Atwi - Arcadia Toe - Mamadou Coulibaly - Cheick Oumar Dabo - Garra Dembélé - Mintou Doucouré - Tenema N’Diaye - Dramane Traoré - Mounir Diane |  | - Jawad El Hajri - Salaheddine Saidi - Rachid Tiberkanine - Ousmane Tiecoura - Clement Kahabuka - Mickaël Dogbé - Lamjed Chehoudi - Chadi Hammami - Issam Jemâa - Ulugʻbek Baqoyev - Pasquale Foggia - Marc-Éric Gueï - Gilles Yapi Yapo |  | - Dżihad Al Hussain - Ahmed Salem Al-Badwawi - Kazem Ali Al-Balooshi - Walid Obaid Al-Balooshi - Ali Msarri Al-Dhaheri - Rami Yaslam Al-Jaberi - Reda Abdulhadi Al-Jaberi - Ahmed Jumaa Al-Junaibi - Abdullah Malallah Al-Shamali - Obaid Al-Tawila - Jamal Abdulla Ali - Faisal Ali Ben Aqil - Fadel Ahmad Qashadi |